# Jean-Jules-Antoine Lecomte du Nouÿ

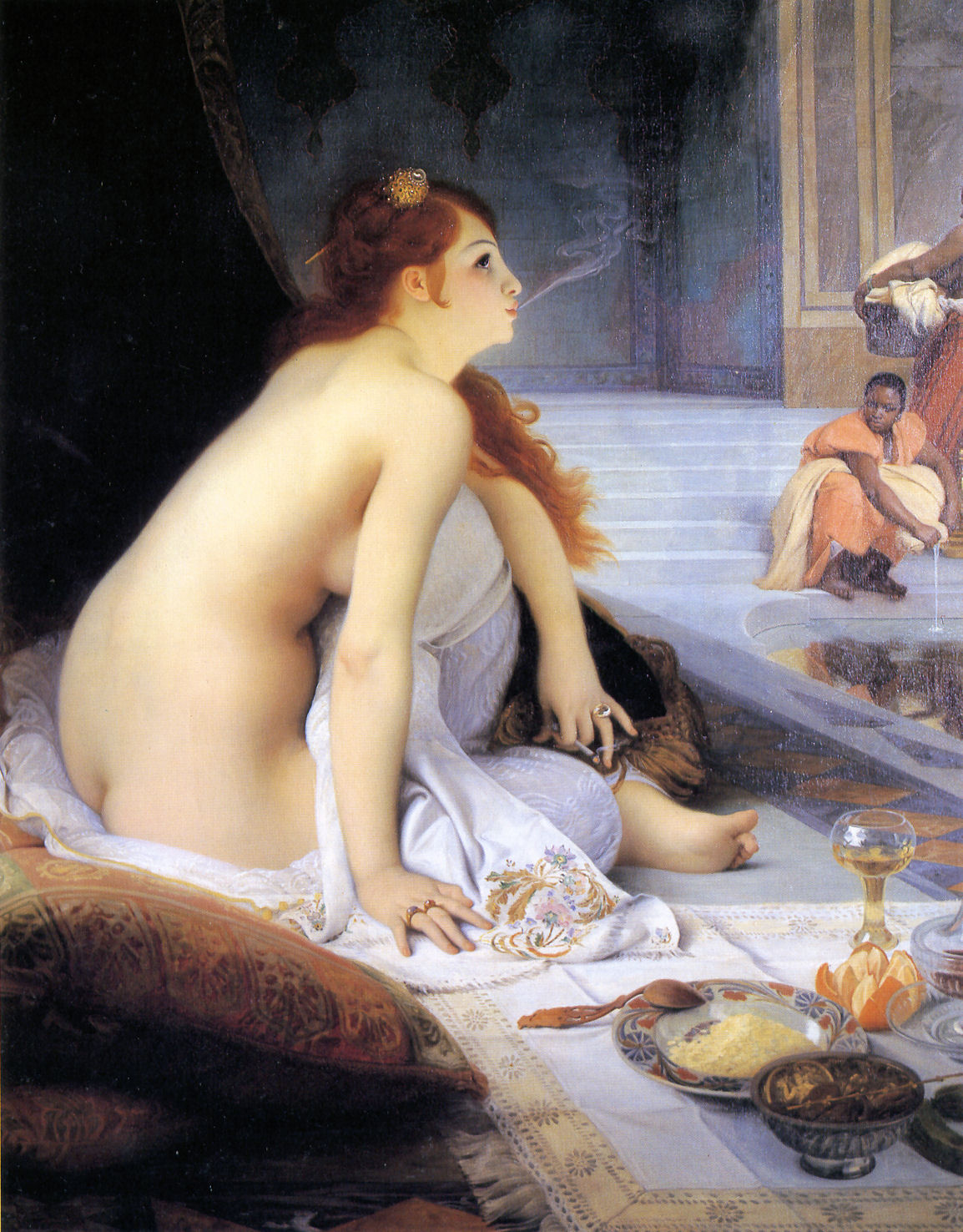
Biała niewolnica, 1888

Jean-Jules-Antoine Lecomte du Nouÿ (ur. 10 czerwca 1842 w Paryżu, zm. 19 lutego 1923 tamże) – francuski malarz i rzeźbiarz-orientalista. Uczeń Jean-Léona Gérôme’a (1824–1904) i Charles’a Gleyre’a (1808–1874). Wystawiał w paryskim Salonie i w Rzymie, podróżował po Bliskim Wschodzie.

## Wybrane prace
- Le Guet-à-pens (1864)
- Invocation de Neptune (1866)
- Le Souper de Beaucaire (1869)
- Démosthène s'exerçant à la parole (1870)
- Chrétiennes au tombeau de la Vierge (1871)
- Judith (1875)
- Adolphe Crémieux (1878)
- Le Marabout prophète (1884)
- L'Esclave blanche (1888)
- Le Samedi au quartier juif (1889)
- Le Dimanche à Venise (1890)
- Portrait du Roi et de la Reine de Roumanie (1899)
- Mademoiselle de Maupin (1902)
- La Sorcière (1904)
- Rêve d'Orient (1904)
- La Péri et le Poète (1905)
- La Dernière Ronde (1913)
- Étude pour la Victoire (1919)